# (1490) Limpopo
(1490) Limpopo es un asteroide perteneciente al cinturón de asteroides descubierto por Cyril V. Jackson el 14 de junio de 1936 desde el observatorio Union de Johannesburgo, República Sudaficana.

## Designación y nombre
Limpopo fue designado inicialmente como 1936 LB.
Más adelante se nombró por el Limpopo, uno de los más largos ríos de África.

## Características orbitales
Limpopo está situado a una distancia media del Sol de 2,352 ua, pudiendo acercarse hasta 1,987 ua y alejarse hasta 2,717 ua. Tiene una excentricidad de 0,1552 y una inclinación orbital de 10,02°. Emplea 1318 días en completar una órbita alrededor del Sol.